# Tuwurints
Tuwurints (Tu-wur-ints) jedno je od zapadnošošonskih plemena koji se vode pod kolektivnim nazivom Gosiute, koji još obuhvaća nazive Pagayuats, Pierruiats, Totountogoats i Unkagarits. Pripadnici plemena živjeli su na Snake Creeku u jugozapadnom Utahu.
Spominju ih Powell i Ingalks u Ind. Aff. Rep. 1873. 51 strana 1874.